# Абашидзе, Дмитрий Александрович
Дми́трий Алекса́ндрович Абаши́дзе (груз. დიმიტრი ალექსანდრეს ძე აბაშიძე; 9 октября 1893 — 12 марта 1975) — грузинский кинорежиссёр, один из основоположников грузинской научно-популярной кинематографии. Заслуженный деятель искусств Грузинской ССР (1961).

## Биография
В кино с 1925 года. В 1929 году начал ставить научно-популярные фильмы.

## Режиссёрские работы
- 1947 — «Роль и происхождение установки в индивидуальном поведении животных» — о работе академика И. Бериташвили
- 1959 — «Рассказ об одном опыте» (совместно с Н. Жужунадзе) — об исследованиях в Сухумском обезьяньем питомнике
- 1965 — «Возвращение в мир звуков» (совместно с Н. Жужунадзе)
- ? — «Добрая нить» (совместно с Н. Жужунадзе)
- ? — «Курорт Боржоми» (совместно с Н. Жужунадзе)

## Другие работы
- 1930 — «Американка» (помощник режиссёра)
- 1934 — «Ujmuri» (англ. Cheerless) (помощник режиссёра)
- 1942 — «Мост» (Khidi) (спецэффекты)

## Награды и звания
- Заслуженный деятель искусств Грузинской ССР (1961).